# Anne-Marie Houdebine
Pour les articles homonymes, voir Houdebine.
Anne-Marie Houdebine, née Gravaud à Ollioules le 3 juin 1940 et décédée à Paris le 11 octobre 2016, est une linguiste, sémiologue, féministe, psychanalyste, femme engagée et militante française.
Fondatrice de théories sur l’imaginaire linguistique (en linguistique) et sur la sémiologie des indices (en sémiologie), elle se distingue également par ses travaux sur Les Aspects de la langue orale des enfants à l'entrée au cours préparatoire en 1983 et sur la féminisation des noms de métiers, ainsi que ses divers travaux sur la différence sexuelle et la différenciation sexuée, l’identité et les langues, l’humour et les stéréotypes dans les dessins de presse.

## Biographie
Née en 1940, elle commence sa carrière en tant que professeure de français en lycée en 1964. Elle soutient sa thèse de doctorat d'État en 1979 sous la direction d’André Martinet, innovant en sociolinguistique avec des enquêtes phonologiques à grande échelle. Elle est élue professeure à l’Université Paris-Descartes et dirige 24 thèses durant sa carrière. 
Anne-Marie Houdebine travaille à partir des années 1970 sur la notion d’Imaginaire linguistique, et la féminisation des noms de métier, titres, fonctions et grades. Elle est à l’origine de la commission de terminologie présidée par Benoîte Groult et instituée par Yvette Roudy en 1984. La commission produit la circulaire du 11 mars 1986 relative à la féminisation des noms de métiers, titres et fonctions. Elle était membre de l'association Psychanalyse Actuelle. Elle est docteur honoris causa de l’Université Ștefan cel Mare de Suceava (Roumanie) en 2016.
Elle a écrit un ouvrage sur L’écriture de “Shoah”, analyse du film et du livre de Claude Lanzmann en 2008.

## Publications

### Thèse
- La variété et la dynamique d'un français régional (Poitou). Études phonologiques. Analyses des facteurs de variation à partir d'enquêtes à grande échelle dans le département de la Vienne (Poitou), Paris, Université de Paris V, thèse de doctorat d'État, sous la direction d'André Martinet, trois volumes, 1164 p., 1979

### Livres
- La femme invisible (sur l'occultation des femmes dans le langage) [« Femeia invizibilà (sau despre invizibilitatea femeii în limbaj) »]  (trad. Doîna-Mihaela Sava, préf. Maria Carpov), Iași, Editura Universităţii « Alexandru Ioan Cuza », 1997 (ISBN 973-9149-78-2), p. 133 p.
- L'écriture de Shoah : une lecture analytique du film et du livre de Claude Lanzmann, Lambert-Lucas, 2008 (ISBN 9782915806779, présentation en ligne)

#### Direction d'ouvrages
- Patrick Charaudeau, Claude Chabrol et Anne-Marie Houdebine (dir.), Le débat télévisé, Paris, Didier-érudition, 1991
  - « La mise en scène gestuelle », dans Le débat télévisé, « Le geste », p. 93-101
  - « Du gestuel : remarques théoriques, descriptives et méthodologiques », dans Le débat télévisé, « Le geste », p. 267-282
- Qu'est-ce qui se passe...Traumatisme. Événement. Transmission, 1er Colloque de psychanalyse actuelle [10], Paris, 25-26 mai, Texte du colloque établi par M. Weinstein et A.-M. Houdebine (dir.), Le temps du non, no 10/11, Paris, n° spécial colloque, avril-septembre, 213 p., 1991.
- La féminisation des noms de métiers. En français et dans d'autres langues, Paris, L'Harmattan, 198 p. et dans cet ouvrage, Préface, p. 11-15 et « De la féminisation des noms de métiers », p. 17-39, 1998.
- L'imaginaire linguistique, Paris, L'Harmattan, coll. « Langue et parole », 152 p. et dans cet ouvrage, « L'imaginaire linguistique : un niveau d'analyse et un point de vue théorique », p. 9-21, 2002.
- Hommage à Claudine Normand, Paris, Ophrys, 101 p. et dans cet ouvrage, « Une rencontre », p. 1-12, 2010.

- Le sens et ses hétérogénéités, « Mémoire d'outre tombe : De l'irréparable à l'irreprésentable », Paris, éd. du CNRS, sous la dir. d'H. Parret, p. 257-273, 1991.

### Articles

#### Revues nationales
- « Trente ans de recherche sur la différence sexuelle ou Le langage des femmes et la sexuation dans la langue, les discours, les images », Langage et société, n° 106, Hommes/femmes : Langues, Pratiques, Idéologies, Paris, MSH, p. 33-61, déc. 2003[11]
- « De l’imaginaire linguistique à l’imaginaire culturel », La linguistique, vol. 51, n° 1, p. 3-39, 2015.

#### Revues internationales
- Blityri, II, 1, « De la subjectivité en sciences du langage (linguistique et sémiologie) », Bologne, Edizioni ETS, p. 1-10 (et en ligne sur le site de la revue Blityri), 2013

#### Revues d’université
- Annales de la Section de Linguistique, Université de Poitiers, sous la dir. de Claude Hagège, « La prononciation du français contemporain. Esquisse descriptive d'une synchronie régionale », p. 37-58, 1974

#### Articles divers
- « Variétés régionales et dynamique phonologique. Leur prise en compte dans une pédagogie de la langue orale », in Cahier des Annales de Normandie n° 15, 1983, Dialectologie et littérature du domaine d’oïl occidental : actes du colloque tenu à l’Université de Caen en février 1981, pp. 155-163, fév. 1981[12]
- Langage et société, n°106, déc. 2003, Hommes/femmes : Langues, Pratiques, Idéologies, « Trente ans de recherche sur la différence sexuelle ou Le langage des femmes et la sexuation dans la langue, les discours, les images », 2003[11]
- Communications et langages, 177, « Linguistique, sémiologie, sexuation », entretien avec Karine Berthelot-Guiet et Stéphanie Kunert, p.111-124, 2013[13]